# Mortonagrion appendiculatum
Mortonagrion appendiculatum är en trollsländeart som beskrevs av Maurits Anne Lieftinck 1937. Mortonagrion appendiculatum ingår i släktet Mortonagrion och familjen dammflicksländor. IUCN kategoriserar arten globalt som otillräckligt studerad. Inga underarter finns listade i Catalogue of Life.